# Леб'яже (Білозерський район)
Леб'я́же (рос. Лебяжье) — присілок у складі Білозерського району Курганської області, Росія. Входить до складу Ягоднинської сільської ради.
Населення — 44 особи (2010, 135 у 2002).